# Robin Weigert
Robin Weigert (Washington, D.C., 7 de julho de 1969) é uma atriz americana. Ela é mais conhecida por interpretar Jane Calamidade em Deadwood.

## Filmografia

### Cinema
| Ano  | Título                         | Papel                              | Notas          |
| ---- | ------------------------------ | ---------------------------------- | -------------- |
| 1999 | Heart to Heart.com             | Whitney                            |                |
| 2001 | The Sleepy Time Gal            | Guardião de registros hospitalares |                |
| 2002 | Two Weeks Notice               | Dama de honra                      |                |
| 2005 | Loggerheads                    | Rachel                             |                |
| 2006 | The Good German                | Hannelore                          |                |
| 2007 | Things We Lost in the Fire     | Brenda                             |                |
| 2008 | Reservations                   | Kate                               |                |
| 2008 | Synecdoche, New York           | Olive adulta                       |                |
| 2008 | Winged Creatures               | Lydia Jasperson                    |                |
| 2009 | The Private Lives of Pippa Lee | Tia Trish                          |                |
| 2009 | My One and Only                | Hope                               |                |
| 2009 | Cayman Went                    | Rachel Walsh                       |                |
| 2009 | Looking at Animals             | Pearl                              | Curta-metragem |
| 2009 | Path Lights                    | Ingrid                             | Curta-metragem |
| 2009 | The Undying                    | Barbara Haughton                   |                |
| 2012 | The Sessions                   | Susan                              |                |
| 2013 | Concussion                     | Abby / Eleanor                     |                |
| 2013 | Gods Behaving Badly            | Vicky                              |                |
| 2014 | Pawn Sacrifice                 | Regina Fischer                     |                |
| 2015 | Mississippi Grind              | Dorothy                            |                |
| 2015 | Take Me to the River           | Cindy                              |                |
| 2016 | Pushing Dead                   | Paula                              |                |
| 2017 | Please Stand By                | Policial Doyle                     |                |
| 2017 | New Money                      | Rose Tisdale                       |                |
| 2018 | Cold Brook                     | Mary Ann                           |                |
| 2019 | Stella for Star                | Dra. Marcy Later                   | Curta-metragem |
| 2019 | Bombshell                      | Nancy Smith                        |                |
| 2022 | Smile                          | Dra. Madeline Northcott            |                |
| 2023 | Our Son                        | Pam                                |                |
| 2023 | Avenue of the Giants           | Ruth                               |                |
| 2023 | Tokyo Cowboy                   | Peg                                |                |

### Televisão
| Ano       | Título                                | Papel                                          | Notas                                       |
| --------- | ------------------------------------- | ---------------------------------------------- | ------------------------------------------- |
| 1999-2010 | Law & Order                           | Denise Luca / Leanne Parks / Catherine Douglas | 3 episódios                                 |
| 2000      | Mary and Rhoda                        | Anfitriã                                       | Telefilme                                   |
| 2003      | Angels in America                     | Madre mórmon                                   | 3 episódios                                 |
| 2004      | Without a Trace                       | Adina Paphos                                   | Episódio: "Legacy"                          |
| 2004      | NYPD Blue                             | Donna Traylor                                  | Episódio: "Traylor Trash"                   |
| 2004–2005 | Cold Case                             | Anna Mayes                                     | 4 episódios                                 |
| 2004–2006 | Deadwood                              | Jane Calamidade                                | 36 episódios                                |
| 2004      | Judging Amy                           | Tina Stewart                                   | Episódio: "Conditional Surrender"           |
| 2005      | CSI: Crime Scene Investigation        | Dra. Diana Dino                                | Episódio: "Committed"                       |
| 2006      | The Unit                              | Annette Terry                                  | Episódio: "The Kill Zone"                   |
| 2006-2015 | Law & Order: Special Victims Unit     | Heather Stark / Lisa Hassler                   | 2 episódios                                 |
| 2006      | Numb3rs                               | Elaine Tillman                                 | Episódio: "Killer Chat"                     |
| 2007      | Lost                                  | Rachel Carlson                                 | 2 episódios                                 |
| 2007–2008 | Life                                  | Ten. Karen Davis                               | 11 episódios                                |
| 2008      | ER                                    | Nicole                                         | Episódio: "The High Holiday"                |
| 2009      | United States of Tara                 | Jenny                                          | Episódio: "Snow"                            |
| 2009      | Private Practice                      | Amelia Sawyer                                  | 2 episódios                                 |
| 2009      | The Cleaner                           | Barbara Bell                                   | Episódio: "Cinderella"                      |
| 2010      | The Mentalist                         | Eliza Green                                    | Episódio: "Red Herring"                     |
| 2010      | Miami Medical                         | Enfermeira Carol                               | Episódio: "Pilot"                           |
| 2010      | Hawthorne                             | Sara Adams                                     | 4 episódios                                 |
| 2010–2013 | Sons of Anarchy                       | Ally Lowen                                     | 15 episódios                                |
| 2011      | Law & Order: LA                       | Irmã de Larry                                  | Episódio: "Hayden Tract"                    |
| 2011      | Grey's Anatomy                        | Karen Lorenz                                   | Episódio: "Free Falling"                    |
| 2012      | A Gifted Man                          | Tracy Mathis                                   | Episódio: "In Case of Complications"        |
| 2013-2013 | Chasing the Hill                      | Kristi Ryan                                    | 4 episódios                                 |
| 2012      | American Horror Story: Asylum         | Cynthia Potter                                 | Episódio: "Tricks and Treats"               |
| 2013      | Chicago Fire                          | Erica Gradishar                                | Episódio: "Let Her Go"                      |
| 2013      | Full Circle                           | Detetive Karen Tanner                          | Episódio: "Celeste & Tim"                   |
| 2014      | Chicago P.D.                          | Erica Gradishar                                | 5 episódios                                 |
| 2014      | Once Upon a Time                      | Bo Peep                                        | Episódio: "White Out"                       |
| 2015      | The Following                         | Juíza Wallace                                  | Episódio: "A Hostile Witness"               |
| 2015      | Jessica Jones                         | Wendy Ross-Hogarth                             | 7 episódios                                 |
| 2016      | Damien                                | Irmã Greta Fraueva                             | 6 episódios                                 |
| 2016      | The Night Shift                       | Sra. Dawson                                    | Episódio: "Between a Rick and a Hard Place" |
| 2016      | American Horror Story: Roanoke        | Mama Polk                                      | 2 episódios                                 |
| 2016      | Transformers: Robots in Disguise      | Scatterspike                                   | 2 episódios                                 |
| 2017-2019 | Big Little Lies                       | Dra. Amanda Reisman                            | 9 episódios                                 |
| 2017      | Fearless                              | Heather Myles                                  | 6 episódios                                 |
| 2018      | Dietland                              | Verena Baptist                                 | 10 episódios                                |
| 2018–2019 | Berlin Station                        | Jamie Hudson                                   | 3 episódios                                 |
| 2019      | Deadwood: The Movie                   | Jane Calamidade                                | Telefilme                                   |
| 2019      | Castle Rock                           | Chrysida Wilkes                                | 3 episódios                                 |
| 2020      | The Politician                        | Andi Mueller                                   | Episódio: "The Voters"                      |
| 2021      | American Horror Story: Double Feature | Martha Edwards                                 | 2 episódios                                 |
| 2022      | Julia                                 | Iris Wallace                                   | Episódio: "Petit Fours"                     |
| 2024      | Tracker                               | Teddi Bruin                                    | 13 episódios                                |
| 2024      | We Were the Lucky Ones                | Nechuma Kurc                                   | 8 episódios                                 |
| 2025      | Will Trent                            | Rain Woods                                     | 2 episódios                                 |
| 2025      | Gremlins: Secrets of the Mogwai       | Jane Calamidade                                | Episódio: "Never Try the Cider"             |

### Teatro
| Ano  | Título                                                                              | Papel                             | Notas        |
| ---- | ----------------------------------------------------------------------------------- | --------------------------------- | ------------ |
| 1998 | Twelfth Night                                                                       | Senhora na casa de Olivia / Viola | Broadway     |
| 1999 | Goodnight Children Everywhere                                                       | Betty                             | Off-Broadway |
| 1999 | Hamlet                                                                              | Dama de companhia                 | Off-Broadway |
| 2000 | Arms and the Man                                                                    | Louka                             | Off-Broadway |
| 2001 | Noises Off                                                                          | Poppy Norton-Taylor               | Broadway     |
| 2010 | Angels in America, A Gay Fantasia on National Themes, Part 1: Millennium Approaches | Anjo                              | Off-Broadway |
| 2010 | Angels in America, A Gay Fantasia on National Themes, Part 2: Perestroika           | Anjo                              | Off-Broadway |
| 2017 | How to Transcend a Happy Marriage                                                   | Jane                              | Off-Broadway |